# Захоплення Луанди
В 1641 році голландці захопили португальське місто Луанда.  По прибуттю голландців, португальці  відступили вгору за течією. В 1648 році португальське військо повернуло своє місто.
25 серпня 1641 голландське військо кількістю 2145 осіб висадилось близько Луанди під командуванням Корнеліуса Йола. Після голландського прибуття, 800 португальців, деякі солдати і деякі цивільні особи, втекли і перегрупувались в Кілунді. 19 вересня голландці вигнали їх з цього місця і змусили відступити до португальської плантації уздовж річки Бенго. Пізніше голландська армія зміцнювала свої позиції вздовж річки.